# Liste des municipalités du Yukon
Vous lisez un « article de qualité » labellisé en 2016.

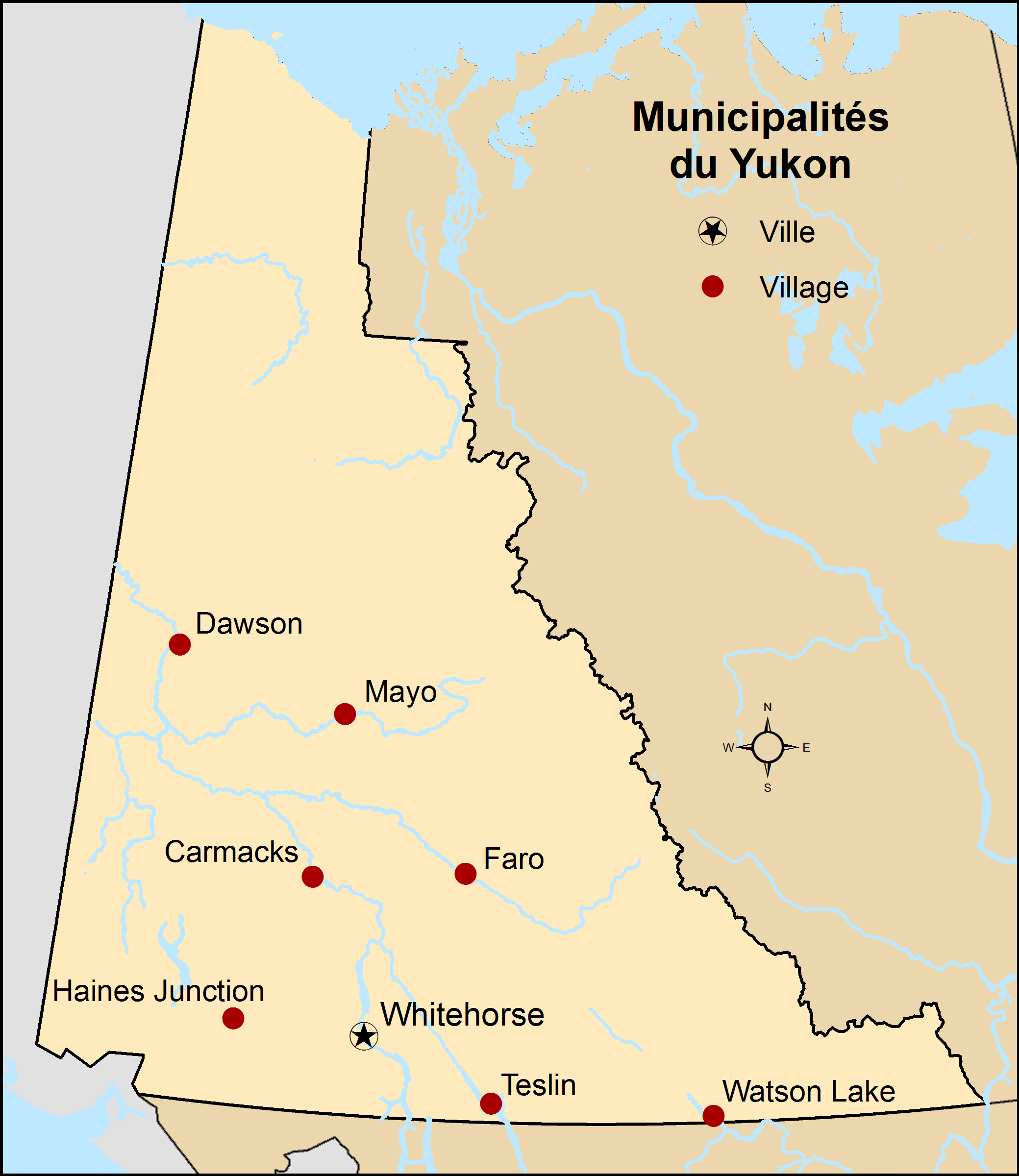
Distribution des huit municipalités du Yukon par type

Localisation du Yukon au Canada

Cet article présente une liste des municipalités du Yukon. Elle recense toutes les municipalités incorporées de chaque catégorie en date de juillet 2023. Ces municipalités sont classées par ordre alphabétique dans un tableau triable contenant leur statut, leur nom officiel en français conformément à la loi, leur date d'incorporation et les données démographiques de Statistique Canada issues du recensement de 2021 visant à refléter leurs places en superficie et en nombre d'habitants.
Situées dans le deuxième plus peuplé et le plus petit des trois territoires du Nord canadien, en 2021, les huit municipalités ne couvrent que 0,2 % du Yukon mais hébergent 82,1 % de sa population. Elles sont classées d'après la Loi sur les municipalités de 1998 en villes et en villages. Cette même loi territoriale permet leur création par le gouvernement du Yukon et définit leur cadre juridique. Whitehorse est la capitale du territoire ainsi que sa seule ville et sa plus grande municipalité, comprenant plus des deux tiers de la population du territoire. Les sept municipalités restantes sont ainsi des villages.

## Géographie et cadre juridique
Le Yukon est le deuxième plus peuplé des trois territoires du Nord canadien avec 40 232 résidents en 2021. Il s'agit du plus petit territoire avec une superficie des terres d'environ 473 000 km2. Les huit municipalités, situées en majorité dans le Sud du territoire, ne couvrent que 0,2 % de sa surface terrestre mais hébergent 82,1 % de sa population,,,.
Plus des deux tiers de la population du Yukon (28 201 résidents, soit 70,1 %) résident à Whitehorse, la municipalité la plus peuplée du territoire. C'est aussi la municipalité la plus étendue avec 413,94 km2. La municipalité la moins peuplée est Mayo avec 188 résidents, qui est également la plus petite avec 0,98 km2.
Les gouvernements municipaux sont créés par le gouvernement du Yukon selon la Loi sur les municipalités de 1998, une loi territoriale révisée en 2003, 2008 et 2015. Ces administrations locales fournissent « dans les limites de leur compétence, les services, les installations ou autres choses qui, selon elles, sont nécessaires ou utiles à l'ensemble ou à une partie de leurs collectivités ». La loi permet aux résidents de ces municipalités d'élire des représentants. Les municipalités créées peuvent générer des revenus en vendant des services supplémentaires à ceux du territoire, sauf ce qui relève du service public.
Les classifications des municipalités d'après la Loi sur les municipalités sont les villes (version en anglais : cities) et les villages (towns). Whitehorse est la capitale du Yukon, sa seule ville et sa plus grande municipalité. Les sept municipalités restantes sont des villages, parmi lesquels quatre étaient des « villes » prorogées sous l'appellation « village » dans la Loi sur les municipalités de 1998.

## Catégories de municipalités

### Villes

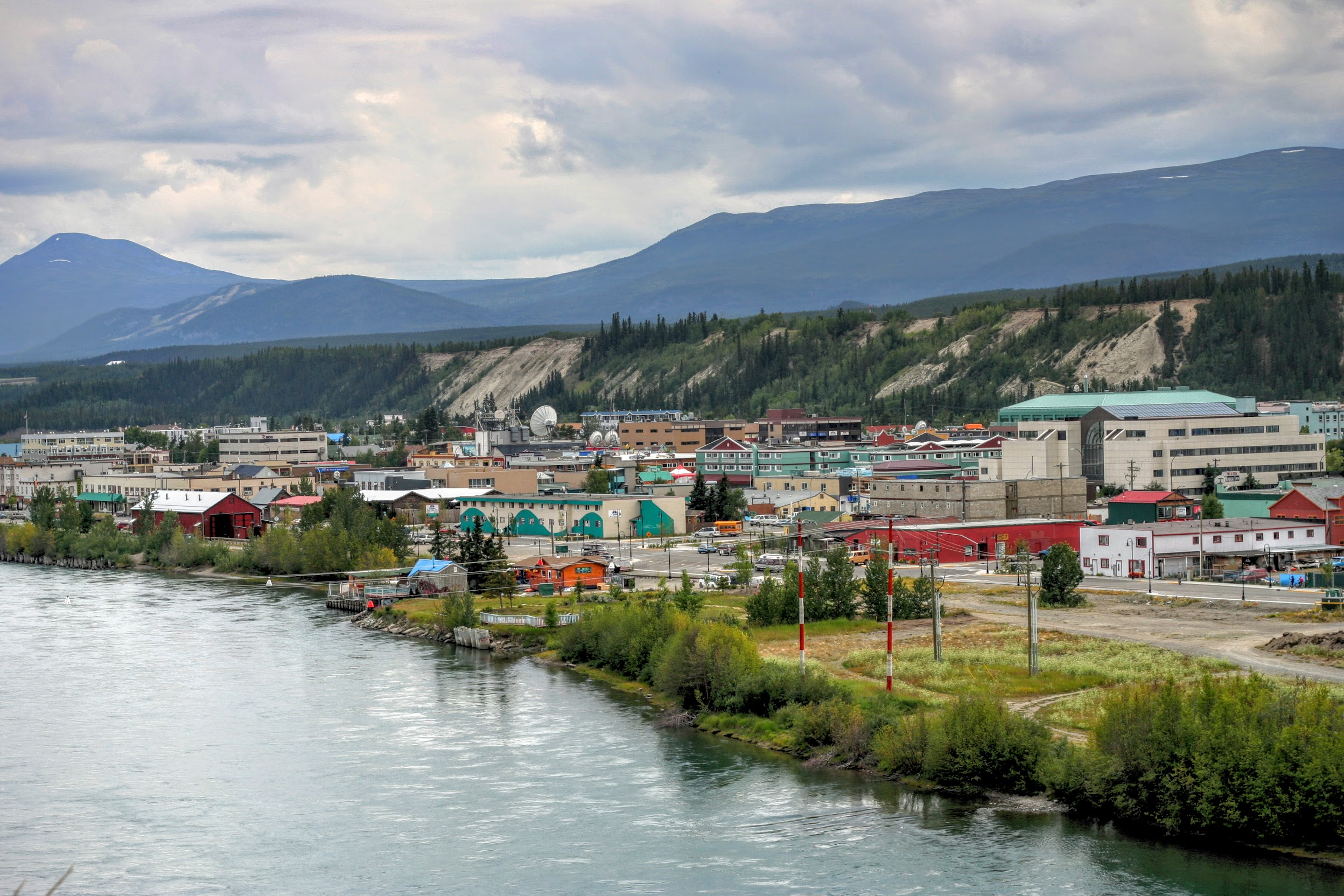
Whitehorse, capitale et unique ville du Yukon

Il est possible de proposer l'incorporation d'une communauté en ville selon la Loi sur les municipalités à la demande du ministre des Services aux collectivités du Yukon, d'un conseil municipal ou d'un minimum de 30 % des résidents qui sont électeurs admissibles à condition que ladite communauté ait une population estimée supérieure à 2 500 habitants. Toute ville doit élire un maire et six conseillers (pour Whitehorse), ou un maire et huit conseillers si cela est autorisé par arrêté, le tout pour un mandat de trois ans.
La seule ville du Yukon est Whitehorse, qui est la plus grande des trois territoires du Nord canadien confondus. Elle possède une population de 28 201 résidents et une superficie de 413,94 km2 au recensement de 2021. La Cité de Dawson est une ancienne cité du Yukon qui a maintenant le statut de village, mais elle est autorisée à garder le terme « cité » dans son nom officiel.

### Villages

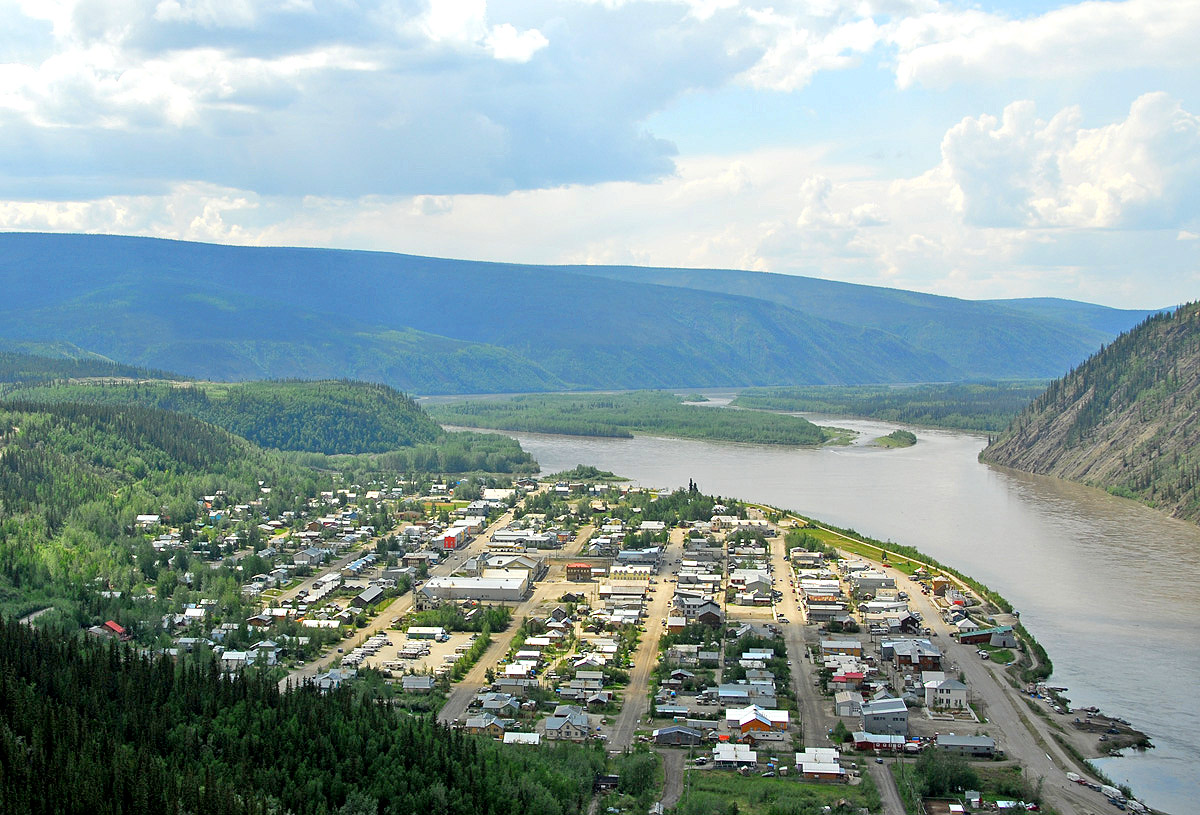
Panorama de la Cité de Dawson au bord du fleuve Yukon

Il est possible de proposer l'incorporation d'une communauté en village selon la Loi sur les municipalités à la demande du ministre des Services aux collectivités du Yukon, d'un conseil municipal ou d'un minimum de 30 % des résidents qui sont électeurs admissibles à condition que ladite communauté ait une population estimée supérieure à 300 habitants. Tout village doit élire un maire et quatre conseillers, ou un maire et cinq à sept conseillers si cela est autorisé par arrêté, le tout pour un mandat de trois ans.
Toutes les municipalités qui étaient des villages avant l'adoption de la Loi sur les municipalités de 1998 ont reçu le droit de le rester. Le Yukon compte sept villages. Dawson City est le village le plus peuplé du territoire avec 1 577 résidents et Faro a la plus grande superficie avec 199,89 km2. Mayo est le village le moins peuplé avec ses 188 résidents ainsi que celui avec la plus petite superficie avec 0,98 km2.

## Liste des municipalités
| Nom             | Statut, | Date d'incorporation | Population (2021) | Population (2016) | Variation (%) | Surface terrestre (km2) | Densité de population (par km2) |
| --------------- | ------- | -------------------- | ----------------- | ----------------- | ------------- | ----------------------- | ------------------------------- |
| Carmacks        | Village | 1er novembre 1984    | 588               | 493               | 19,3          | 36,87                   | 15,9                            |
| Dawson          | Village | 9 janvier 1902       | 1 577             | 1 375             | 14,7          | 30,91                   | 51                              |
| Faro            | Village | 13 juin 1969         | 440               | 348               | 26,4          | 199,89                  | 2,2                             |
| Haines Junction | Village | 1er octobre 1984     | 688               | 613               | 12,2          | 34,30                   | 20,1                            |
| Mayo            | Village | 1er juin 1984        | 188               | 200               | −6            | 0,98                    | 191,8                           |
| Teslin          | Village | 1er juin 1984        | 239               | 255               | −6,3          | 3,77                    | 63,4                            |
| Watson Lake     | Village | 1er juin 1984        | 1 133             | 1 083             | 4,6           | 109,77                  | 10,3                            |
| Whitehorse      | Ville   | 1er juin 1950        | 28 201            | 25 085            | 12,4          | 413,94                  | 68,1                            |
| Total           | —       | —                    | 33 054            | 29 452            | 12,2          | 830,43                  | 39,8                            |